# Постмодернизам
Постмодернизам је интелектуални став или начин дискурса ког карактерише сумња у употребу разума и логике; скептицизам према ономе што сматра „великим наративима“ модернизма; одбацивање извесности знања и стабилности значења; и осетљивост за улогу идеологије у одржавању политичке моћи. Тврдње о објективности се одбацују као наивни реализам, уз привлачење пажње на условну природу знања. Постмодерни поглед карактерише самореференцијалност, епистемолошки релативизам, морални релативизам, плурализам, иронија, непоштовање и еклектицизам; он одбацује „универзалну валидност“ бинарних опозиција, стабилног идентитета, хијерархије и категоризације.
Постмодернизам се развио средином двадесетог века као одбацивање модернизма и примећен је у многим дисциплинама. Постмодернизам је повезан са критичком теоријом и теоријама деконструкције и постструктурализма.
Различити аутори су критиковали постмодернизам да промовише опскурантизам услед напуштања просветитељског рационализма и научне строгости, као и да ништа не додаје аналитичком или емпиријском знању.

## Терминологија и карактеристике
Термин постмодернизам је први пут ушао у употребу 1870-их година. Тада је између осталог Џон Воткинс Чапман говорио о постмодерном стилу сликања. Године 1917. Рудолф Панвиц је користио термин да би описао филозофски оријентисану културу. 1920-их година почиње да се користи за нове правце у уметности и музици, а касније и у архитектури.
Воде се расправе о томе како овај појам треба употребљавати као и о његовом значењу. Ипак, може се рећи да постмодернизам генерално има следеће карактеристике:
- Реакција је на тежњу за напретком, објективношћу и разумношћу која се јавља у модернизму
- Прихвата тезу да светом доминирају мас медији којима недостаје оригиналност, што изазива сатиричан начин изражавања
- Прихвата светску глобализацију, децентрализацију и плурализам
- Сматра да је све релативно и субјективно, на пример искуство, морал и култура.

Појам постмодернизам јавља се и као пејоратив за ставове и мишљења која су „у тренду“.

## Филозофија
Постмодерна филозофија је настала као реакција на модернизам. Она је еклектички покрет који оштро критикује континенталну филозофију, негира концепцију апсолутне истине и заговара алтернативни приступ свету. Под снажним је утицајем феноменологије, структурализма и егзистенцијализма.
Постмодерна филозофија се између осталог бави критичком теоријом и деконструктивизмом. Скептична је кад су у питању једноставне бинарне супротности, које су, претпоставља се, доминирале Западну метафизику и хуманизам, као што су очекивања по којима треба јасно изоловати сазнање од игноранције, друштвени напредак од назадовања, доминацију од потчињења, или презенцију од аусенције. Стварање плуралистичке средине често долази до настанка парадокса спојених са неколико погледа на дату проблематику и при томе се улаже труд да се реше ови тешко решиви парадокси.
Неки критичари сматрају постмодерни скептицизам врло сличном релативизму и нихилизму.

## Књижевност
Постмодерна књижевност по правилу означава литературу која је условљена са доби у којој живимо, односно објашњава извесне тенденције у књижевности после Другог светског рата. У то доба слаби хришћанска традиција, мења се животни стил који тежи ка плурализму мисли и тиме се долази до филозофских мисли постмодерне. Епоха постмодерне литературе почела је 1950-их година, са делом „Лолита“ Владимира Набокова (1955). Неки сматрају да је почетак постмодернизма означило дело „Чекајући Годоа“ Семјуела Бекета (1953).
Постмодерна литература је наставак експериментијализма и отворености уметничког дела, али и реакција на идеје о просветитељству, које су присутне у модерној литератури. Постмодерна литература, као и постмодернизам уопште, није лако дефинисати. Пуно је различитих ставова у вези са тачним карактеристикама и значаја постмодерне литературе. Док модерна литература генерално трага за смислом у хаотичном свету, постмодерни писци од тога одустају, често на шаљив начин, и књижевна дела постају пародије на то трагање. За разлику од модерне, постмодерна литература поштује проблематичне особености индивидуе. Одлика постмодерне литературе јесте стилски плурализам, који често завршава у микстури детаља из различитих периода.
Нека постмодерна дела комбинују постмодерни књижевни стил са елементима постмодерне филозофије, на пример „Њујоршка трилогија“ Пола Остера (1985–1986).
Аутори који се обично сматрају постмодерним писцима, сем поменутих, су на пример Ролан Барт, Жан-Франсоа Лиотар, Жак Дерида, Жак Лакан, Жан Бодријар, Ги Дебор, Јулија Кристева, Мишел Фуко, Џудит Батлер, Умберто Еко, Курт Вонегат, Џон Барт, Томас Пинчон, Јосиф Бродски, Вилијам Гибсон, Орхан Памук и други.
Крајем 20. века и српском књижевношћу доминирао је постмодернизам, почев од Хазарског речника Милорада Павића. Неки други српски постмодерни писци су Давид Албахари, Немања Митровић и Светислав Басара.

## Уметност
Термин постмодерна уметност користи се за уметнички покрет који се супротставља неким аспектима модернизма, а који се из модернизма развио. Уметничка инсталација, ленд-арт, концептуална уметност, перформанс уметност и мултимедија, односно рачунарска уметност обично се сматрају областима постмодерне уметности. Сматра се да је постмодерна уметност подсектор савремене уметности. 
Неки изрази који се вежу уз постмодерну уметност су на пример колаж, поп-арт, хепенинг, флуксус, пастиш, магични реализам, апропријација и симплификација.
Постмодерна уметност труди се да понуди алтернативу модерној уметности и труди се да понуди дела која нису усмерена културној елити. Не значи да су дела разумљивија за ширу публику иако се то уметници труде да постигну.

## Архитектура
Израз постмодерна архитектура први је употребио архитекта Јосеф Хунднут у наслову свога чланка „Постмодерна кућа“. Термин је касније популаризовао и дефинисао Чарлс Џенкс у свом делу „Језик постмодерне архитектуре“, које је објављено 1970-их година.
Основна тежња у архитектури је превазилажење елитности у архитектури, пренети је у сферу разумљиву за лаике и критиковање пуристичких идеала модернистичке архитектуре.
Постмодернизам се у архитектури нарочито огледа у поновном окретању ка „детаљу, орнаменту и угледању на прошлост“ као одговор на круту једноставност међународног стила у оквиру модернистичког покрета. Претерано функционалистички и упрошћени облици и простори модернизма су замењени много богатијом естетиком: сукоб облика, обликовање ради обликовања, наглашавање боје, ново виђење и угледање на раније стилове у архитектури и богатство простора.
Постмодерна ретроспективна у архитектуру уводи симетрију, стубове, прозоре са луком, декорације и сл. Постмодерна прогресивна се труди да искористи савремене форме и сасвим другачије од класичне модерне.